# Caponioidea
Caponioidea — надсемейство пауков из инфраотряда аранеоморфных (Araneomorphae). Многие представители обладают сокращённым набором глаз (до одной пары). Caponioidea включают 208 видов из 2 семейств: Caponiidae и Tetrablemmidae.